# Vratislav I. Češki
Vratislav I. (češko Vratislav I.) iz dinastije Přemyslidov je bil od leta 915 do svoje smrti vojvoda Češke, * ok. 888, †  13. februar 921.

## Življenje
Bil je sin češkega vojvode Bořivoja I. in njegove žene Ljudmile in mlajši brat vojvode Spytihněva I. Okoli leta 906 se je poročil s heveljsko princeso Drahomíro, da bi vzpostavil tesne vezi s Polabskimi Slovani. Imel je vsaj dva sinova, Venčeslava in Boleslava. Oba sta ga nasledila kot češka vojvoda. Nekateri zgodovinarji menijo, da je bila Vratislavova hči tudi Střezislava, žena češkega plemiča Slavníka, ustanovitelja dinastije Slavník.
Po smrti svojega starejšega brata Spytihněva leta 915 je Vratislav postal vojvoda v času, ko so se Češke dežele okoli Praškega gradu že oddaljile od politične in kulturne sfere Velikomoravske in padle pod vpliv Vzhodne Frankovske, zlasti med vladavino vojvode Arnulfa Bavarskega. Sodobni Annales Fuldenses poročajo, da so bavarske sile že leta 900 v zavezništvu s Čehi napadle moravskega kneza Mojmírja II., po drugi strani pa je vojvoda Vratislav ogrskim osvajalcem ponudil prost prehod in podprl njihov pohod proti saškemu vojvodi Henriku Ptičarju leta 915.
Vratislav je  ustanovitelj bazilike svetega Jurija na Praškem gradu in šlezijskega mesta Vroclav (Breslau), katerega latinsko ime "Vratislavia" se nanaša na  njegovo pobudo. Umrl je v bitki z Madžari, verjetno leta 919, vendar se pogosteje omenja leto 921.